# Terzo di Aquileia
Terzo d’Aquileia (furlanisch Tierç oder Tiars) ist eine nordostitalienische Gemeinde (comune) mit 2708 Einwohnern (Stand 31. Dezember 2023) in der Region Friaul-Julisch Venetien. Die Gemeinde liegt etwa 38 Kilometer südsüdöstlich von Udine. Ein kleiner Teil der Gemeindegrenze reicht an die Laguna Silisia heran.

## Geschichte
Die Gemeinde war bis zum Ende des Ersten Weltkriegs Teil der Grafschaft Görz und Gradisca, wobei sie dem Gerichtsbezirk Cervignano unterstellt war, der wiederum Teil des Bezirks Monfalcone war.

## Verkehr
Durch die Gemeinde führt die frühere Strada Statale 352 di Grado (heute eine Regionalstraße) von Udine nach Grado.